# 플레이스테이션 VR
플레이스테이션 VR(플레이스테이션 비알, PlayStation VR)은 소니 인터랙티브 엔터테인먼트(SIE)가 2016년 10월 13일에 출시한 플레이스테이션 4나 플레이스테이션 5용 가상현실(VR) 헤드셋(헤드 마운티드 디스플레이)이다.
2015년 Game Developers Conference(GDC)에서 시험 작품이 선보였으며 사양은 능동형 유기 발광 다이오드 (OLED) 1920×1080 디스플레이 (좌우 각각의 눈에 960×1080, 픽셀 어스펙트비 2:1),  RGB 부분 화소배열에서 콘텐츠를 120fps로 표시할 수가 있다. 2016년 GDC에서 전세계(한 · 일 · 유럽 · 북미)의 출시 예정시기가 2016년 10월인 것으로 발표됐다.

## 역사
소니의 헤드 마운트 기술은 1990년대로 거슬러 올라간다. 1997년에 첫 상품화로 글래스트론을 출시했다. 2014년 초기, 소니 컴퓨터 엔터테인먼트의 연구개발 기술자인 안톤 미하일로프는 자신의 팀에 의한 프로젝트 모피어스의 개발에 3년 이상 소비하고 있다고 발언했다.

## 발표
PSVR은 프로젝트 모피어스로 2014년 GDC에서 처음으로 발표됐다..

## 마케팅
처음에 데몬스트레이션된 것은 더 투나잇 쇼 스타링 지미 펄론에서 “더 캐슬”이 플레이됐을 때로 2014년 E3의 사이에도 플레이할 수가 있었다. 2014년 11월에 라스베가스에서 개최된 소니 플레이스테이션 익스프리언스 엑스포에서도 등장했다. 2015년, 소니는 GDC에서 새로운 정보를 발표했으며곰식 사이트에도 금후의 공식 예정으로 갱신된 사양을 게재했다.

## 대응 소프트웨어
(출시순, †표의 제목은 업데이트에 따라서 대응)
| 출시일           | 제목                               | 유통사                   | 비고 |
| ---------------- | ---------------------------------- | ------------------------ | ---- |
| 2015년 11월 19일 | 스타워즈 : 배틀프론트              | 일렉트로닉 아츠          | †    |
| 2016년 3월 24일  | 데드 오어 얼라이브 익스트림 3 포춘 | 코에이 테크모 게임즈     | †    |
| 2016년 3월 24일  | 트랙매니아 터보                    | 유비소프트               | †    |
| 2016년 8월 25일  | 하츠네 미쿠 -Project DIVA- X HD    | 세가 게임즈              | †    |
| 2016년 10월 13일 | PlayStation VR WORLDS              | SIE                      |      |
| 2016년 10월 13일 | RIGS: Machine Combat League        | SIE                      |      |
| 2016년 10월 13일 | 라이즈 오브 더 툼 레이더           | 스퀘어 애닉스            |      |
| 2016년 11월 17일 | DRIVECLUB VR                       | SIE                      |      |
| 2016년 11월 29일 | 파이널 판타지 XV                   | 스퀘어 애닉스            |      |
| 2017년 1월 26일  | 바이오하자드 7: 레지던트 이블      | 캡콤                     |      |
| 2017년 3월 9일   | 크로와룰 시그마                    | PLAYISM                  |      |
| 2017년 3월 16일  | 섬란 카구라 피치 비치 스플래쉬     | 마블러스                 | †    |
| 2017년 3월 23일  | 이글 플라이트                      | 유비소프트               |      |
| 2017년 6월 1일   | 철권 7                             | 반다이 남코 엔터테인먼트 |      |
| 2017년 6월 22일  | Farpoint                           | SIE                      |      |
| 2017년 6월 29일  | Starblood Arena                    | SIE                      |      |
| 2017년 8월 24일  | 신차원게임 넵튠 VⅡR                | 컴파일 하트              |      |
| 2017년 10월 14일 | V! 용자 주제에 건방지다 R          | SIE                      |      |
| 2017년 10월 19일 | 그란 투리스모 스포트               | SIE                      |      |
| 2017년 12월 14일 | 엘더스크롤 5: 스카이림 VR          | 베데스다 소프트웍스      |      |
| 2017년 12월 21일 | 둠 VFR                             | ベセスダ・ソフトワークス |      |
| 2017년 12월 21일 | A 열차로 가자Exp.                  | 아트딩크                 |      |
| 2018년 1월 11일  | 행복 장의 관리인 씨.               | D3 퍼블리셔              | †    |
| 2018년 봄        | ANUBIS Zone of the Enders MARS     | 코나미                   |      |

### 다운로드 전용
| 출시일           | 제목                                     | 유통사                   | 비고 |
| ---------------- | ---------------------------------------- | ------------------------ | ---- |
| 2014년 12월 11일 | JOYSOUND VR                              | 엑싱                     | †    |
| 2015년 3월 12일  | STAR STRIKE ULTRA VR                     | SIE                      | †    |
| 2015년 7월 8일   | Race The Sun                             | Flippfly                 | †    |
| 2016년 8월 16일  | 바운드: 왕국의 조각                      | SIE                      | †    |
| 2016년 10월 13일 | THE PLAYROOM VR                          | SIE                      |      |
| 2016년 10월 13일 | Until Dawn: Rush of Blood                | SIE                      |      |
| 2016년 10월 13일 | 하츠네 미쿠 VR 퓨처 라이브               | 세가 게임즈              |      |
| 2016년 10월 13일 | 아이돌마스터 신데렐라 걸스 뷰잉 레벌루션 | 반다이 남코 엔터테인먼트 |      |
| 2016년 10월 13일 | 서머 레슨: 미야모토 히카리               | 반다이 남코 엔터테인먼트 |      |
| 2016년 10월 13일 | KITCHEN                                  | 캡콘                     |      |
| 2016년 10월 13일 | 사이버 단간론파 VR 학급재판              | 스파이크 춘소프트        |      |
| 2016년 10월 13일 | Fly to KUMA                              | 콜로플라                 |      |
| 2016년 10월 13일 | THUMPER 리듬 바이올런스 게임             | Drool                    |      |
| 2016년 10월 13일 | 배트맨 아캄 VR                           | 워너 브라더스            |      |
| 2016년 10월 13일 | Rez Infinite                             | 인핸스 게임              |      |
| 2016년 10월 13일 | Battle zone                              | Rebellion                |      |
| 2016년 10월 13일 | Catlateral Damage 냔코라테럴 데미지      | Fire Hose Games          |      |
| 2016년 11월 3일  | 동방홍무투V                              | 미디어 스케이프          |      |
| 2016년 11월 4일  | 콜 오브 듀티: 인피니트 워페어 VR         | SIE                      |      |
| 2016년 11월 4일  | O! My Genesis VR                         | XPEC                     |      |
| 2016년 11월 10일 | 하츠네 미쿠 VR 퓨처 라이브 2nd Stage     | 세가 게임즈              |      |
| 2016年11月16日   | Littlstar VR Cinema                      | Little Star              |      |
| 2016년 11월 17일 | 츠미키 BLOQ VR                           | SIE                      |      |
| 2016년 11월 30일 | Robinson: The Journey                    | Crytek                   |      |
| 2016년 12월 7일  | Werewolves Within                        | 유비소프트               |      |
| 2016년 12월 8일  | anywhere VR                              | SME                      |      |
| 2016년 12월 15일 | 히어 데이 라이                           | SIE                      |      |
| 2016년 12월 15일 | 하츠네 미쿠 VR 퓨처 라이브 3rd Stage     | 세가 게임즈              |      |
| 2016년 12월 15일 | Job Simulator                            | Owlchemy                 |      |
| 2016년 12월 20일 | NBA 2K VR 익스피리언스                   | 테이크-투 인터랙티브     |      |
| 2016년 12월 22일 | 롤러코스터 드림즈                        | 핀포 소프트              |      |
| 2016년 12월 22일 | Tethered                                 | Secret Sorcery           |      |
| 2017년 1월 12일  | 카니발 게임즈 VR                         | 테이크-투 인터랙티브     |      |
| 2017년 2월 16일  | VR Tennis Online                         | 콜로플라                 |      |
| 2017년 2월 17일  | 헤딩 공장                                | 젬드롭                   |      |
| 2017년 2월 21일  | 바이크 라이더 VR                         | 스파이시소프트           |      |
| 2017년 2월 22일  | DEXED                                    | Ninja Theory             |      |
| 2017년 2월 23일  | The Brookhaven Experiment                | Phosphor Games           |      |
| 2017년 2월 28일  | STEEL COMBAT                             | 콜로플라                 |      |
| 2017년 3월 2일   | 홀로볼                                   | Tree Fortress            |      |
| 2017년 3월 3일   | How We Soar                              | Penny Black Studios      |      |
| 2017년 3월 7일   | UNEARTHING MARS                          | Winking                  |      |
| 2017년 3월 30일  | Darknet                                  | Archiact Interactive     |      |
| 2017년 3월 31일  | Fruit Ninja VR                           | Halfbrick Studios        |      |
| 2017년 4월 26일  | Mortal Blitz                             | Skonec                   |      |
| 2017년 4월 28일  | Symphony of the Machine                  | Stirfire Studios         |      |
| 2017년 5월 2일   | Gnog                                     | SKO-OP MODE              |      |
| 2017년 5월 25일  | DYING: Reborn VR                         | Oasis Games              |      |
| 2017년 5월 31일  | Star Trek: Bridge Crew                   | 유비소프트               |      |
| 2017년 6월 22일  | 서머 레슨: 앨리슨 스노우                 | 반다이 남코 엔터테인먼트 |      |
| 2017년 6월 30일  | Crystal Rift                             | Psytec Games             |      |
| 2017년 6월 30일  | Windlands                                | Psytec Games             |      |
| 2017년 7월 13일  | Ancient Amuletor                         | Time of Virtual Reality  |      |
| 2017년 7월 13일  | Fantastic Contraption                    | Radial Games             |      |
| 2017년 7월 20일  | SUPERHOT VR                              | SUPERHOT                 |      |
| 2017년 7월 25일  | Smashbox Arena                           | Archiact Interactive     |      |
| 2017년 9월 28일  | 확산성 밀리언아서 VR                     | 스퀘어 에닉스            |      |
| 2017년 9월 30일  | Infinite Minigolf                        | ZEN Studios              |      |
| 2017년 10월 12일 | 서머 레슨: 신조 치사토                   | 반다이 남코 엔터테인먼트 |      |
| 2017년 10월 19일 | Light Tracer                             | Oasis Games              |      |
| 2017년 10월 25일 | PixelJunk VR Dead Hungry                 | キュー・ゲームス         |      |
| 2017年10月26日   | 크론즈 게이트 VR suzaku                  | 제트맨                   |      |
| 2017년 11월 2일  | The Bellows                              | Castle Steps             |      |
| 2017년 11월 16일 | 블록 빌더 DX                             | 레이니프로그             |      |

## 시스템 소프트웨어
PSVR에도 PS4 본체와 마찬가지로 시스템 소프트웨어가 존재한다.